# 联合镇 (朝阳市)
联合乡，是中华人民共和国辽宁省朝阳市龙城区下辖的一个乡镇级行政单位。

## 行政区划
联合乡下辖以下地区：
联合村、山咀村、下麻地村、黄杖子村、长立哈达村、西房申村、大三家村、下三家子村、东赵家沟村、林家沟村、王三沟村、嘎岔村和北台子村。